# 渋沢信一
渋沢 信一（しぶさわ しんいち、1898年10月11日 - 1983年7月15日）は、日本の外交官。外務事務次官。

## 来歴・人物
埼玉県の実業家・渋沢喜作の息子。東京府立第一中学校、第一高等学校を経て、1922年3月、東京帝国大学経済学部経済学科を卒業し、同年、外務省に入省した。1930年、国際連盟事務局勤務となる。その後は、外務省アメリカ局第2課長（1938年）を経て1941年12月から駐中華民国総領事兼南京一等書記官を務めた。
1942年、外務省通商局長（最後の通商局長→戦後通商産業省へ統合）。1943年、通商局が改組されて戦時経済局長となる。1945年6月には、条約局長に就任し、迫水久常内閣書記官長、東郷茂徳外相、松本俊一外務次官らと終戦工作を練る。1945年9月、大使館参事官に。1946年3月免本官。1952年5月、復帰して事務次官に就任。以後、駐スペイン大使、駐タイ大使など歴任。1959年から1961年まで外務省研修所長。以後、海外技術協力事業団理事長。

## 家族・親族
渋沢家
- 妻 加藤 穏子（1910年 - ?、加藤内蔵助の長女）[2][3]
- 長男 渋沢 寿夫、子に渋沢 寿信(1966年-)がいる[2]。
- 長女 渋沢 紀子[2][3][6]